# Mitterbach am Erlaufsee
Mitterbach am Erlaufsee osztrák község Alsó-Ausztria Lilienfeldi járásában. 2019 januárjában 481 lakosa volt. 

## Elhelyezkedése

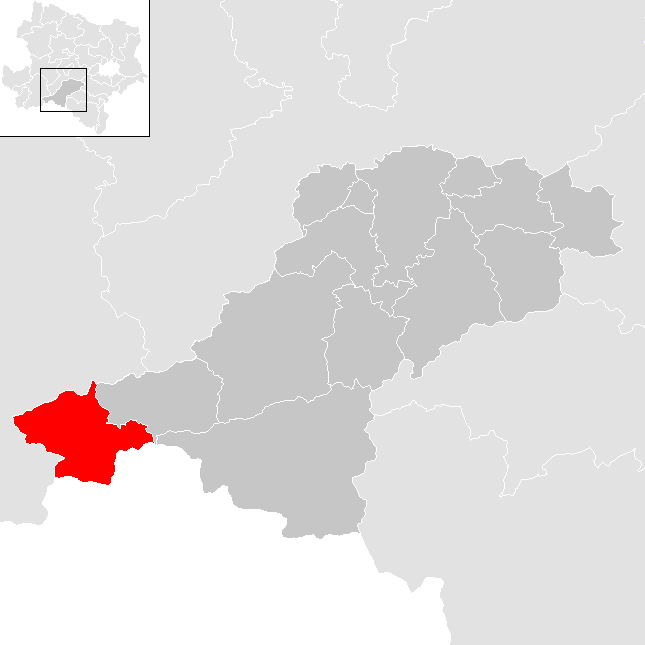
Mitterbach am Erlaufsee a Lilienfeldi járásban

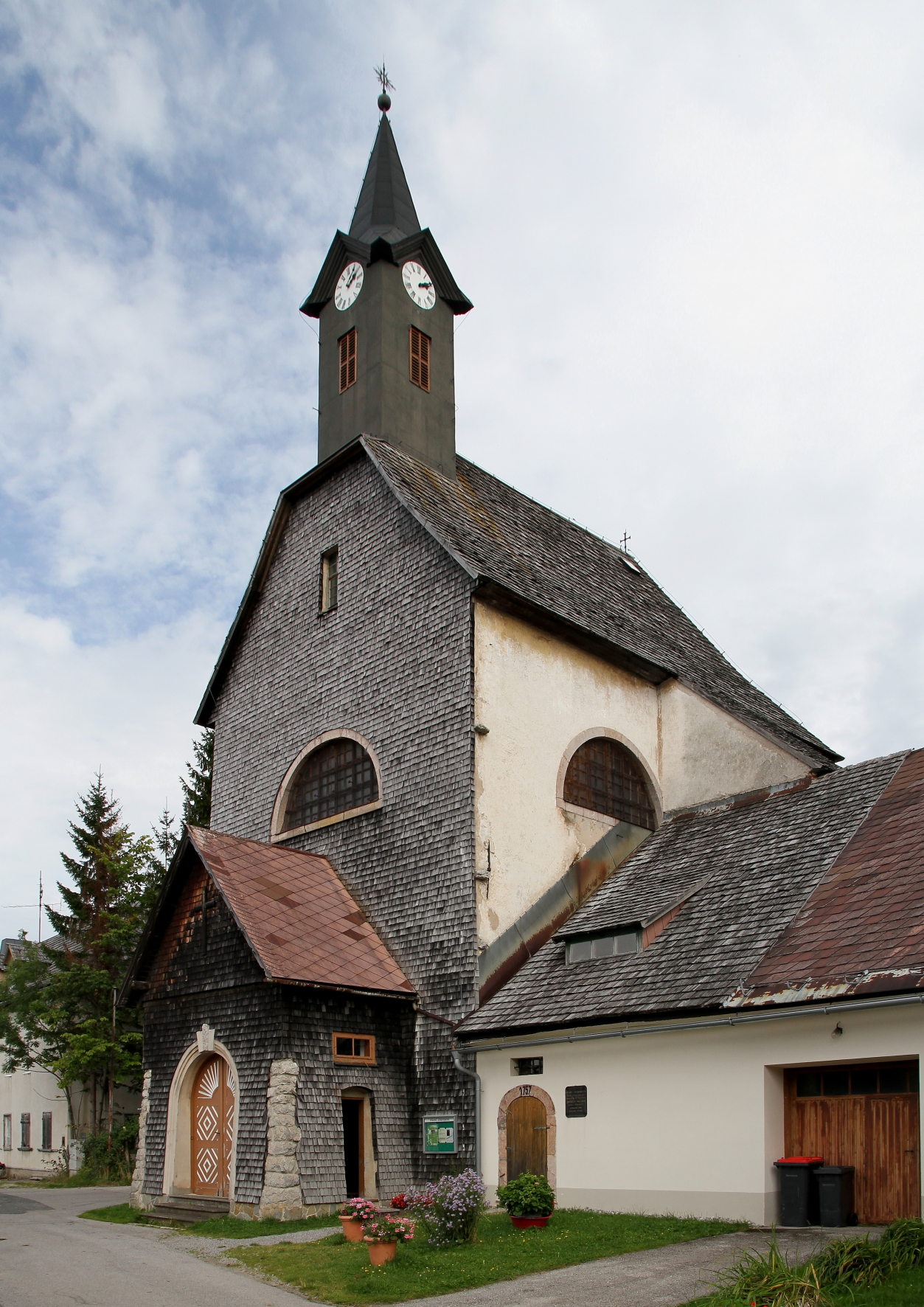
A Szt. József-plébániatemplom

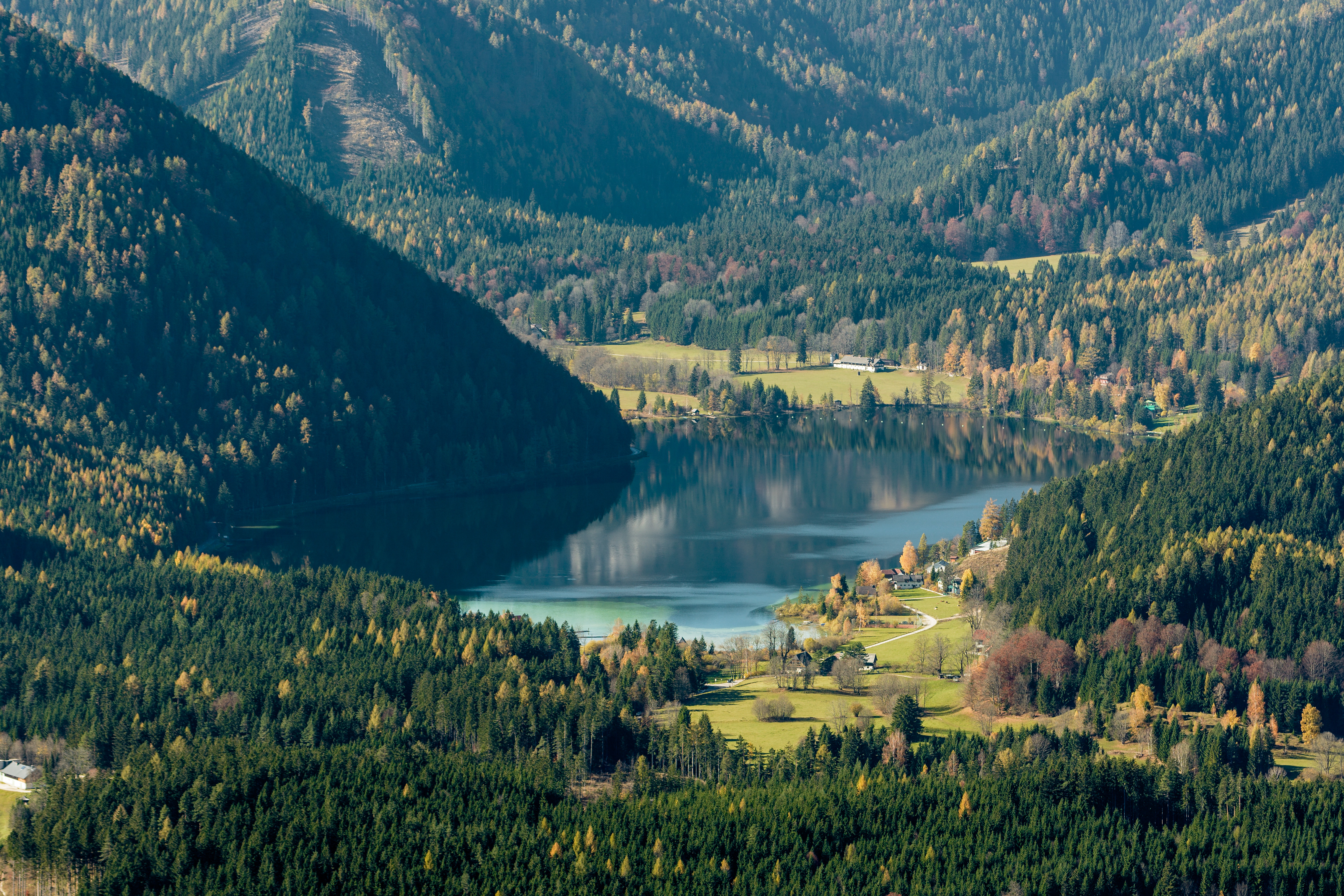
Az Erlaufsee

Mitterbach am Erlaufsee a tartomány Mostviertel régiójában fekszik az Ybbstali- és a Türnitzi-Alpok között, az Erlauf folyó mentén. Legfontosabb állóvizei a természetes Erlaufsee és az Erlauf felduzzasztásával keletkezett Erlaufstausee. Legmagasabb pontja az 1893 m magas Ötscher. Területének 78,9%-a erdő. Az önkormányzat 2 településrészt, illetve falut egyesít: Josefsrotte (136 lakos 2019-ben) és Mitterbach-Seerotte (345 lakos).  
A környező önkormányzatok: nyugatra Gaming, északra Puchenstuben, északkeletre Annaberg, délre Mariazell (Stájerország).  

## Története
A 18. században a falu birtokosa, a lilienfeldi cisztercita apátság a stájerországi Dachstein vidékéről favágókat telepített Mitterbachba, akik azonban titokban az evangélikus vallást gyakorolták. II. József türelmi rendelete után ők nyíltan követhették vallásukat, így a községben a mai napig megmaradt egy erős protestáns közösség.
Már a középkorban áthaladt itt a Mariazellbe vezető egyik zarándokútvonal, de a hegyek közötti, nehezen megközelíthető községet igazán a Mariazellerbahn vasútvonalának 1907-es átadása nyitotta meg a turizmus számára.  

## Lakosság
A Mitterbach am Erlaufsee-i önkormányzat területén 2019 januárjában 481 fő élt. A lakosságszám a csúcspontját 1910-ben érte el 835 fővel, azóta többé-kevésbé csökkenés tapasztalható. 2017-ben a helybeliek 91,6%-a volt osztrák állampolgár; a külföldiek közül 0,4% a régi (2004 előtti), 4,1% az új EU-tagállamokból érkezett. 0,4% a volt Jugoszlávia (Szlovénia és Horvátország nélkül) vagy Törökország, 3,5% egyéb országok polgára volt. 2001-ben a lakosok 63,7%-a római katolikusnak, 27,8% evangélikusnak, 2,6% ortodoxnak, 3,1% pedig felekezeten kívülinek vallotta magát. 
A népesség változása:

| 2016 | 509 |
| 2018 | 499 |

## Látnivalók
- a katolikus Szt. József-plébániatemplom
- az evangélikus templom
- az Erlaufsee és Erlaufstausee tavak
- az Ötschergräben szurdok
- az Ötscher-Tormäuer natúrpark

## Fordítás
- Ez a szócikk részben vagy egészben  a   Mitterbach am Erlaufsee című német Wikipédia-szócikk ezen változatának fordításán alapul.  Az eredeti cikk szerkesztőit annak laptörténete sorolja fel. Ez a jelzés csupán a megfogalmazás eredetét és a szerzői jogokat jelzi, nem szolgál a cikkben szereplő információk forrásmegjelöléseként.